# Zarren
Zarren est une section et un village de la commune belge de Kortemark situés en Région flamande dans la province de Flandre-Occidentale.

## Histoire
Le 20 octobre 1914, l'armée impériale allemande exécute 11 civils et détruit 118 bâtiments lors des atrocités allemandes commises au début de l'invasion. Les unités mises en cause sont les 201e RIR -Régiment d'Infanterie de Réserve-, 202e RIR, 203e RIR, 204e RIR.